# Dobrovolný svazek obcí Mikroregion povodí Bakovského potoka
Dobrovolný svazek obcí Mikroregion povodí Bakovského potoka je dobrovolný svazek obcí podle zákona v okresu Kladno, jeho sídlem jsou Zlonice a jeho cílem je celkový rozvoj mikroregionu, ÚP, infrastruktura, životní prostředí, cestovní ruch. Sdružuje celkem 22 obcí a byl založen v roce 1999.

## Obce sdružené v mikroregionu
- Zlonice
- Velvary
- Vraný
- Šlapanice
- Poštovice
- Beřovice
- Hobšovice
- Dřínov
- Libovice
- Třebíz
- Hořešovice
- Královice
- Zichovec
- Hořešovičky
- Hospozín
- Jedomělice
- Kmetiněves
- Klobuky
- Páleč
- Pozdeň
- Líský
- Vrbičany